# Quận Bland, Virginia
Quận Bland là một quận thuộc tiểu bang Virginia, Hoa Kỳ.
Quận này được đặt tên theo. Theo điều tra dân số của Cục điều tra dân số Hoa Kỳ năm 2000, quận có dân số 6871 người. Quận lỵ đóng ở Bland.6

## Địa lý
Theo Cục điều tra dân số Hoa Kỳ, quận có diện tích km2, trong đó có km2 là diện tích mặt nước.

### Quận giáp ranh
- Quận Mercer, West Virginia - bắc
- Quận Giles - đông bắc
- Quận Pulaski - đông nam
- Quận Wythe - nam
- Quận Smyth - tây nam
- Quận Tazewell - tây